# Нікітін Володимир Африканович
Нікітін Володимир Африканович (*28 травня 1946 р., м. Чернігів) — доктор культурології, кандидат архітектури, професор. Заступник директора Українського інституту публічної політики.

## Біографія
Закінчив Київський інженерно-будівельний інститут, архітектурний факультет, згодом — аспірантуру НДІ теорії історії та перспективних проблем радянської архітектури.
З 1978 року член Московського методологічного гуртка.
Працював науковим співробітником та завідувачем відділом НДІ теорії історії та перспективних проблем радянської архітектури (м. Київ), професором та завідувач кафедри Міжнародної академії бізнесу та банківської справи (м. Тольятті, Росія), заступником директора та директором Міжнародного центру перспективних досліджень. Професор кафедри соціології Міжрегіональної академії управління персоналом (м. Київ).
Міжнародний консультант з питань суспільного розвитку та освіти. Працював у Росії, в країнах Кавказу та Середньої Азії. Виконував спільні проекти з європейськими країнами стосовно розвитку освіти, дослідження питань безпеки.

## Фахові галузі
- теорія архітектури та містобудування,
- методологія гуманітарних досліджень,
- історія та теорія культури та освіти.

## Інше
В офіційному і неофіційному спілкуванні надає перевагу українській мові.